# Falsomesosella gracilior
Falsomesosella gracilior là một loài bọ cánh cứng trong họ Cerambycidae.